# Cinta Costeira

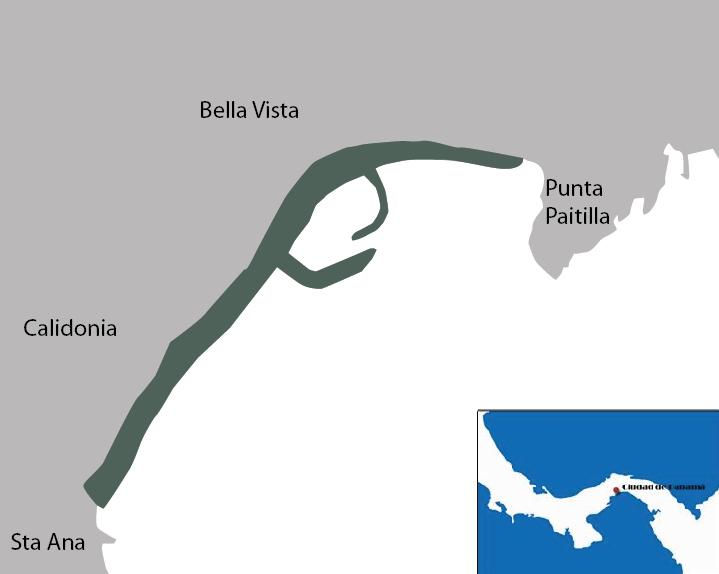
Mapa da Cinta Costeira

A Cinta Costera, foi construída a um custo de 189 milhões de dólares[carece de fontes?] na Cidade do Panamá, projeto que tem una extensão de 26 hectares de aterramento marítimo, que inclui uma nova viabilidade para a área da Avenida Balboa, e se estende desde Punta Paitilla até a área do Marañon.
Este projeto aporta a cidade capital novas áreas verdes e de lazer e foi recentemente recebido e aberto ao público pelo ex-presidente Martín Torrijos, como uma das últimas obras do governo referido.
A nova obra consta de quatro pistas veiculares em direção para o Corredor Sul, e as seis pistas da Avenida Balboa ficam como acesso a cidade capital. Além disso, conta com mais de 8 tribunas e parques recreativos, 5 mirantes e uma ciclovia, fontes e espelhos de água, áreas verdes com árvores e plantas tropicais, e o monumento ao descobridor do Mar do Sul, Vasco Núñez de Balboa.
Em outubro de 2009 se iniciou a construção da segunda fase de este projeto, que levará a cinta costeira até a Calçada de Amador. Esta nova fase tem um custo de 52 milhões de dólares e será levado a cabo novamente pela empresa brasileira Norberto Odebretch (Atual Novonor).
A Cinta Costeira foi eleita pela Arquidiocese do Panamá, através do Comitê Organizador Local (COL) já Jornada Mundial da Juventude 2019 (JMJ2019) como local onde serão realizados os atos centrais do evento.
https://web.archive.org/web/20170730015848/http://www.panama2019.pa/wp-content/uploads/2017/07/COMUNICADO-SEDE-OFICIAL-JMJ-1.pdf

## Imagens

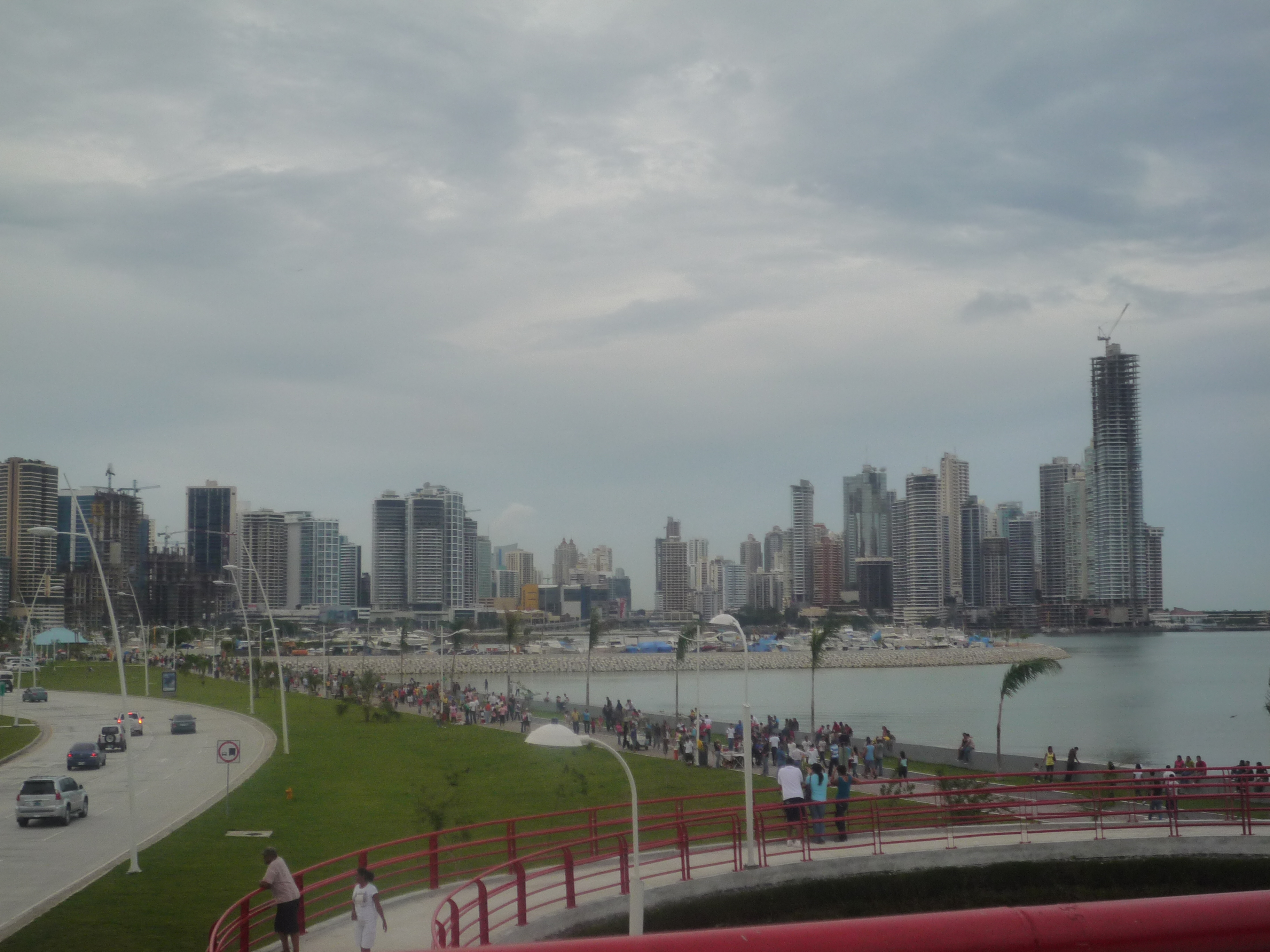
A cinta costeira é um lugar de muita atividade para os panamenhos.

### Ruas e Avenidas
- Avenida Balboa
- Avenida Central
- Calle 50
- Corredor Sul
- Via Ricardo J. Alfaro
- Corredor Norte

### Localidades
- Bella Vista
- Cidade do Panamá

### Edifícios
- Arranha-céus da Cidade de Panamá